# Évaluation d'option
L'évaluation d'une option (un droit d'acheter ou de vendre) est l'estimation de la prime à débourser pour l'acquérir qui représente la probabilité d'exercer celle-ci : plus l'exercice est probable, plus l'option sera chère.

## Définition
Cette valeur théorique, que l'option soit d'achat ou de vente, dépend de divers facteurs, notamment :
- la différence entre le prix d'exercice et le prix courant (cours  de bourse) de l'actif sous-jacent ;
- la durée restant à courir (« valeur temps ») avant l'échéance de tombée de l'option ( « maturité » ) ;
- le taux d'intérêt applicable à cette durée ;
- la volatilité de ce cours (et aussi du cours de l'option elle-même) ;
- le type d'option, d'où des modèles d'évaluation différents selon qu'il s'agit d'une :
  - option européenne : modèle Black-Scholes ;
  - option américaine : modèle binomial.

En particulier, une option d'achat (de vente) vaudra d'autant plus cher que :
- le prix d'exercice sera bas (haut) ;
- la date d'échéance sera éloignée ;
- la volatilité anticipée du sous-jacent sera élevée.

Une option d'achat (call) est dans la monnaie, en jeu, ou in the money en anglais, lorsque le prix d'exercice est inférieur au cours du sous-jacent (je peux acheter ce sous-jacent moins cher en exerçant mon call que si je l'achetais sur le marché).
Elle est à la monnaie, à parité, ou at the money en anglais, quand le prix d'exercice est égal au cours du sous-jacent (cela m'est égal d'exercer ou non mon call).
Elle est hors la monnaie, hors jeu, ou out of the money en anglais, si le prix d'exercice est supérieur au cours du sous-jacent (je n'ai pas intérêt à exercer mon droit d'achat).
À l'inverse, une option de vente (put) est dans la monnaie lorsque le prix d'exercice est supérieur au cours du sous-jacent (je peux vendre ce sous-jacent plus cher en exerçant mon put que si je le vendais sur le marché).
La valeur de l'option est communément partagée en valeur intrinsèque et valeur temps.

## Valeur intrinsèque
Elle représente le gain qui serait obtenu si l'option était exercée immédiatement. Elle est toujours positive ou nulle, car une option est un droit et non une obligation.
Lorsque l'option est dans la monnaie, sa valeur intrinsèque est positive.
Lorsque l'option est à la monnaie ou hors la monnaie, sa valeur intrinsèque est nulle.

## Valeur temps
Valeur Temps = Valeur de l'option - Valeur Intrinsèque
En général la valeur temps est positive car elle représente le « prix de l’incertitude ».
Par exemple si l’option est en dehors de la monnaie, sa valeur intrinsèque est nulle et pourtant l’option vaut quelque chose, car il est encore possible qu’elle repasse en jeu pour l’échéance.
Le cas où est elle est négative (si l’actif est sans coupon ni dividende) peut se produire pour les puts européens (et non américains comme certains le prétendent), car la position de couverture est longue spot, donc coûteuse en financement. Comme je ne peux pas m’en débarrasser en exerçant (européenne), je dois assumer le coût de ce financement jusqu’à l’échéance, ce qui baisse la valeur de l’option du coût à venir. Lorsque l’échéance se rapproche, ce coût diminue en raison du temps restant à courir, et la valeur temps (négative) se rapproche de 0.